# Hrabstwo Madison (Wirginia)

Piramida wieku hrabstwa

Hrabstwo Madison – hrabstwo w USA, w stanie Wirginia, według spisu z 2000 roku liczba ludności wynosiła 12520. Siedzibą hrabstwa jest Madison.

## Geografia
Według spisu hrabstwo zajmuje powierzchnię 833 km², z czego 832 km² stanowią lądy, a 1 km² – wody.

### Miasta
- Madison

### CDP
- Brightwood